# Cooke City-Silver Gate
Cooke City-Silver Gate war ein Census-designated place (CDP) im Park County im Süden des US-Bundesstaates Montana. Bei der Volkszählung im Jahr 2000 lebten dort 140 Einwohner. Der Ort liegt wenige Kilometer nordöstlich des Yellowstone-Nationalparks an der US-212. Im Zuge der Volkszählung 2010 wurde der Ort in die zwei separaten CDPs Cooke City und Silver Gate aufgeteilt.
Cooke City lebt hauptsächlich vom Tourismus des Nationalparks und ist für diesen von Bedeutung.

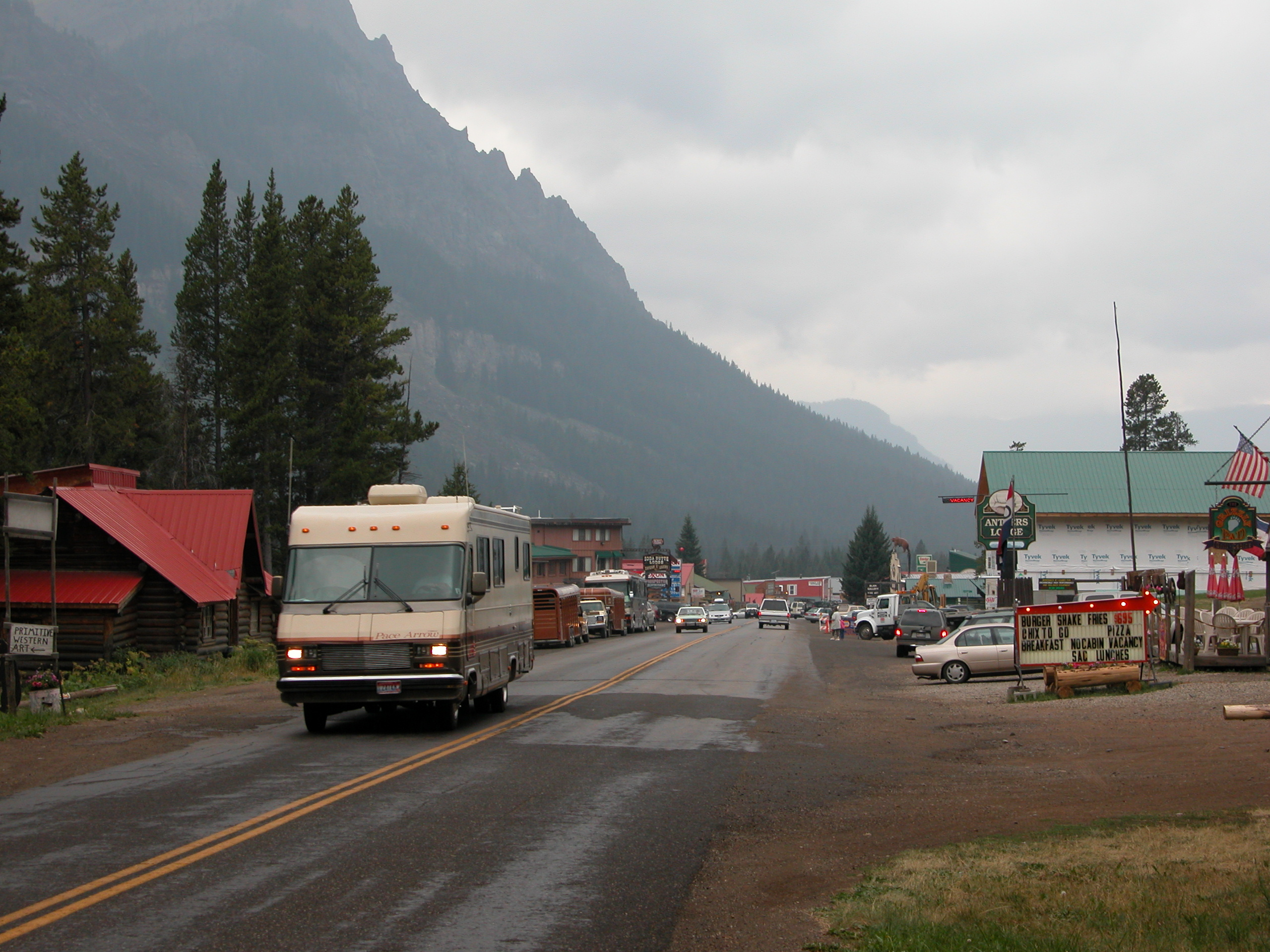
Cooke City-Silver Gate

## Lage
Cooke City-Silver Gate liegt am 45. Breitengrad und somit auch direkt nördlich der Grenze zu Wyoming auf einer Höhe von 2319 m. Durch die abgelegene Lage inmitten der Beartooth Mountains in der Absaroka Range ist der Ort im Winter nur über die US-212 durch den Yellowstone-Nationalpark und über Tower Junction und Mammoth Hot Springs nach Livingston, Montana zu erreichen. Im Sommer ist auch die Straße ostwärts geöffnet, welche über den Beartooth Highway durch die Beartooth Mountains und über den Beartooth Pass auf 3336 m Höhe bis nach Red Lodge, Montana verläuft. Der Clarks Fork Yellowstone River, ein Nebenfluss des Yellowstone Rivers, entspringt wenige Kilometer östlich des Ortes; durch den Ort fließt der Soda Butte Creek.

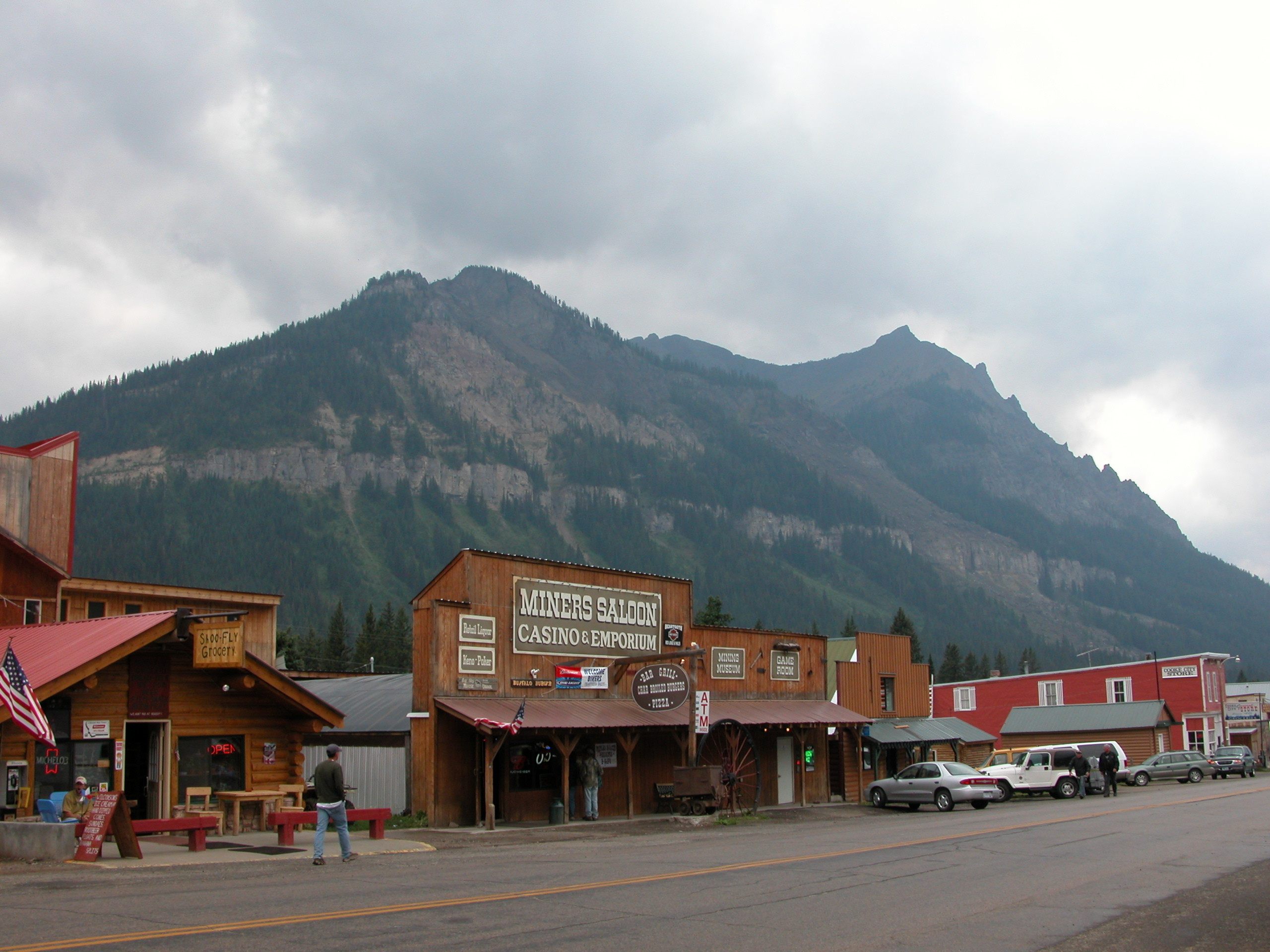
Miners Saloon in Cooke City-Silver Gate

## Klima
Cooke City hat ein kaltgemäßigtes Klima (Dfc) aufgrund seiner extrem hohen Höhe, auf 2319 m, mit nur zwei Monaten durchschnittlich über 10 Grad Celsius. Die Sommer bestehen aus milden bis warmen Tagen mit kühlen Morgen, die Winter sind lang und sehr kalt, in vielen Nächten sind die Temperaturen weit unter Null. Schneefall ist reichlich vorhanden, wobei der größte Teil in den Monaten Oktober bis Mai fällt, jedoch ist Schneefall zu jeder Jahreszeit möglich.

## Belege
1. ↑  US Census Bureau: Census.gov. Abgerufen am 18. Dezember 2020 (amerikanisches Englisch).
2. ↑  Cooke City, MT - Cooke City, Montana Map & Directions - MapQuest. Abgerufen am 18. Dezember 2020 (englisch).
3. ↑  COOKE CITY 2 W, MONTANA Period of Record General Climate Summary - Temperature. Abgerufen am 18. Dezember 2020.
4. ↑  COOKE CITY 2 W, MONTANA - Climate Summary. Abgerufen am 18. Dezember 2020.